# Andrea Pollack
Andrea Pollack (Schwerin, República Democràtica Alemanya, 8 de maig de 1961 - Berlín, 13 de març de 2019) fou una nedadora alemanya guanyadora de sis medalles olímpiques. És la mare del judoka Michael Pinske.
Especialista en la modalitat de papallona, va participar, als 15 anys, en els Jocs Olímpics d'Estiu de 1976 realitzats a Mont-real (Canadà), on va ser la primera dona a nedar 100 metres papallona (en la prova de relleus de 4 x 100 metres) en menys d'un minut. A més de guanyar la medalla d'or en els 200 m. papallona i en relleus 4x100 m. estils, establí un nou rècord olímpic amb un temps de 2:11.41 minuts i un nou rècord del món amb un temps de 4:07.95 minuts respectivament. Així mateix guanyà la medalla de plata en les proves dels 100 m. papallona i dels relleus 4x100 metres lliures.
Als següents Jocs Olímpics d'Estiu de 1980 celebrats a Moscou (Unió Soviètica), Pollack revalidà la medalla d'or i va tornar a ser campiona olímpica en el relleu de 4x100 metres estils i va guanyar la plata en els 100 metres papallona. També participà en els 200 metres papallona, on finalitzà en quarta posició i guanyà així un diploma olímpic.
Al llarg de la seva carrera guanyà tres medalles en el Campionat del Món de natació, dues d'elles de plata, i tres medalles al Campionat d'Europa de natació, dues de les quals d'or.
Posteriorment, Pollack va treballar com a fisioterapeuta al Centre Olímpic Regional de Berlín.